# Кетанда (река)
Кетанда (в верховьях Бургали) — река в Охотском районе Хабаровского края, Россия, левый приток Урака. Длина реки — 246 км (от истока Монопчана — 249 км), площадь водосборного бассейна — 4130 км².
Река стекает с западных склонов вершины Бургали на высоте более 1000 м над уровня моря в Юдомском хребте и устремляется на юг. Оставив по левому берегу Проточные озёра и заброшенное село Кетанда по правому берегу, река поворачивает на юго-запад. Затем, обогнув с запада гору Широкую, река делает поворот в юго-восточном направлении. Встречаются заболоченные участки русла и наледи. Ближе к устью русло расширяется до 60 м, на реке многочисленные шиверы и осерёдки. Впадает в Урак по левому берегу на высоте 149 м над уровнем моря в 83 км от устья Урака. Перед устьем ширина русла составляет 35 м при глубине 1 м, скорость течения — 1,3 м/с.

## Основные притоки
Указаны поименованные притоки длиной 30 км и более
| Название   | Расстояние от устья | Длина | Положение |
| ---------- | ------------------- | ----- | --------- |
| Абдай      | 48                  | 34    | левый     |
| Гальмаркан | 90                  | 32    | левый     |
| Оння       | 95                  | 47    | левый     |
| Эйчан      | 158                 | 60    | правый    |
| Нонкичан   | 173                 | 40    | левый     |
| Монопчан   | 209                 | 40    | правый    |

## Данные водного реестра
По данным государственного водного реестра России и геоинформационной системы водохозяйственного районирования территории РФ, подготовленной Федеральным агентством водных ресурсов:
- Бассейновый округ — Амурский
- Речной бассейн — бассейны рек Охотского моря от хребта Сунтар-Хаята до Уды
- Речной подбассейн — нет
- Водохозяйственный участок — реки бассейна Охотского моря от северо-восточной границы бассейна реки Иня до границы бассейна реки Уда
- Код объекта в государственном водном реестре — 20010000112119000154350[5].